# Zeche Eggerbank
Die Zeche Eggerbank ist ein ehemaliges Steinkohlenbergwerk in Sprockhövel-Haßlinghausen. Das Bergwerk war auch unter dem Namen Zeche Eggersbank oder Zeche Egerbank bekannt. Es wurde in der Haßlinghauser Mulde als eines von vier Bergwerken im Flöz Geitling betrieben. Das Bergwerk war gegen Ende des 18. Jahrhunderts die bedeutendste Zeche im Bergrevier Blankenstein.

## Geschichte

### Eggerbank
Das Bergwerk war bereits 1737 in Betrieb und befand sich an der Zechenstraße. In den Jahren 1754 und 1755 wurde zusammen mit der Zeche Lehnbank ein Tiefer Erbstollen aufgefahren. Am 7. Juni 1761 erfolgte eine allgemeine Belehnung, die zu den ersten Stock'schen Verleihungen zählte. In den Jahren 1761, 1762, 1766, 1769 und 1784 war das Bergwerk nachweislich in Betrieb. Am 1. Juli des Jahres 1784 wurde das Bergwerk durch den Leiter des märkischen Bergreviers, den Freiherrn vom Stein, befahren. Die Zeche Eggerbank war das erste Bergwerk, das vom Stein an diesem Tag auf seiner Reise durch das märkische Bergrevier befuhr. Vom Stein machte in seinem Protokoll Angaben über den Zustand des Bergwerks und die Leistung und Bezahlung der dort beschäftigten Bergleute. Im Jahr 1796 waren die Schächte 18 (Hohenberg) und 19 (Heller) und der Göpelschacht 17 in Betrieb, es wurden 68.833 Ringel Steinkohle gefördert. Ab diesem Jahr gehörte das Bergwerk zum Befahrungsrevier des Obersteigers Hilgenstock. Im Jahr 1800 waren die Schächte Hohenberg und Heller in Betrieb. Im März 1801 erfolgte eine teilweise Vereinigung zur Zeche Vereinigte Egger- & Gertgesbank, ab Mai desselben Jahres war die Zeche Eggerbank außer Betrieb. Im Jahr 1809 erfolgte die Wiederinbetriebnahme, der Schacht Petrus sowie die Lichtlöcher 20 und 21 waren in Betrieb. Im Jahr 1810 waren die Schächte Lucas, Paulus und Petrus in Betrieb. Im Jahr 1815 waren die Schächte Gustav Adolph, Zankapfel und Zwilling in Betrieb. 1820 war nur der Göpelschacht Agnes in Betrieb. Ab März 1821 wurde die Berechtsame zur Zeche Stöcker Hauptgrube zugeschlagen.

### Vereinigte Egger- & Gertgesbank
Die Zeche Vereinigte Egger- & Gertgesbank entstand im Jahr 1801 aus Teilen der Zeche Eggerbank und der Zeche Gertgesbank. Der Abbau erfolgte auf dem anteiligen Grubenfeld der Zeche Eggerbank am Schacht Korb und auf dem anteiligen Grubenfeld der Zeche Gertgesbank an den Schächten Friederica und Keller. Im Jahr 1805 waren die Schächte Adolf, Peter, Wilhelm und Keller in Betrieb, es wurden 60.522 Ringel Steinkohle gefördert. Im Jahr 1807 wurden bis August 27.611 Ringel Steinkohle gefördert. Im August des Jahres 1807 wurde die Zeche Vereinigte Egger- & Gertgesbank stillgelegt.